# همایون (افغانستان)
همایون یک منطقهٔ مسکونی در افغانستان است که در ولسوالی محمود راقی واقع شده‌است.